# クリスティアン・フリードリヒ・フォン・シュトックマー

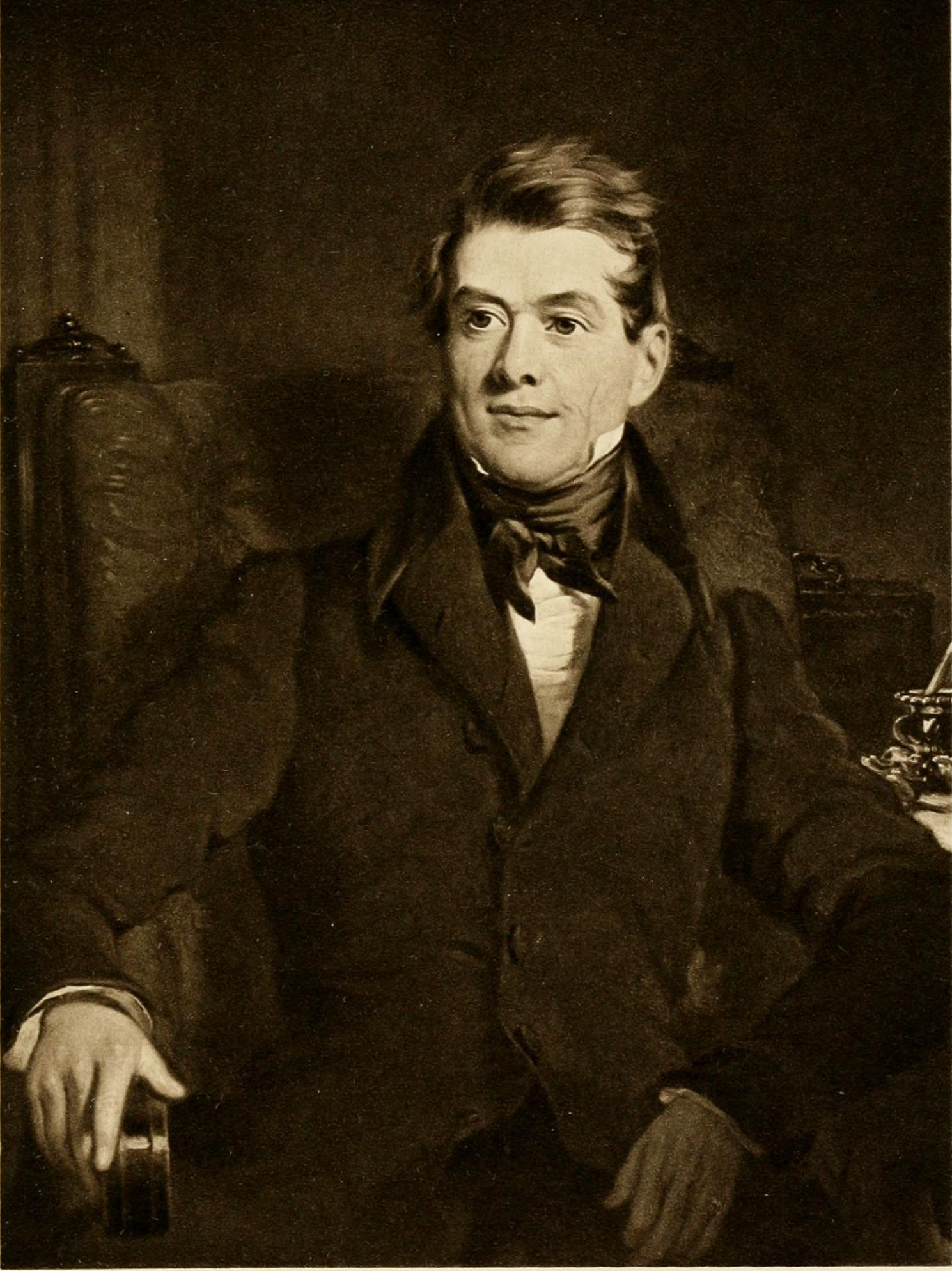
ジョン・パートリッジによる肖像画の印刷写真。

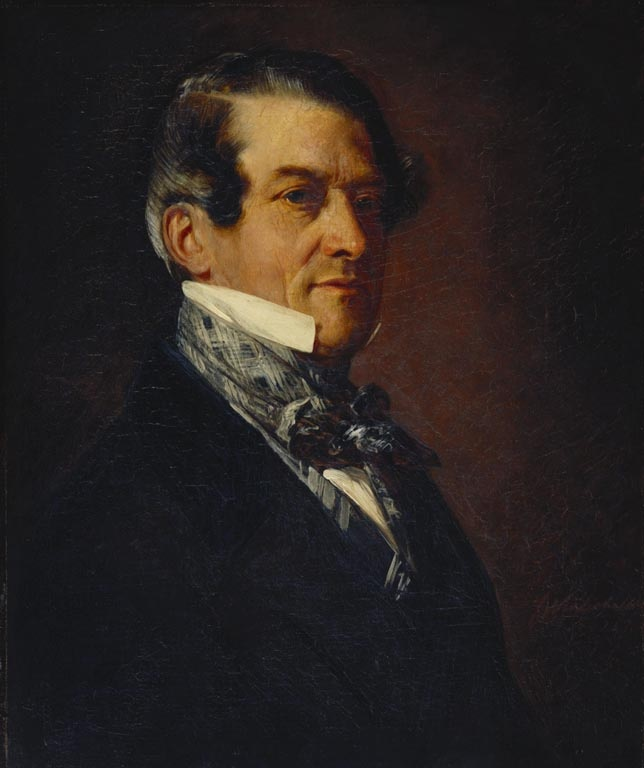
Christian Friedrich, Baron Stockmar - フランツ・ヴィンターハルターによる肖像画、1847年。

クリスティアン・フリードリヒ・フレイヘル・フォン・シュトックマー（Christian Friedrich Freiherr von Stockmar、1787年8月22日 – 1863年7月9日）は、ドイツ人の医師、政治家で、ヴィクトリア朝のイギリスで様々な事件に関わり重要な役割を果たした。

## 生い立ちと教育
ドイツのコーブルクで、スウェーデン系の血を引くドイツ人の両親の元に生まれた。医師となるべく教育を受け、1816年にザクセン＝コーブルク＝ゴータ公爵レオポルド（後のベルギー王レオポルド1世）が、当時イギリスの摂政王太子だったジョージ（後の国王ジョージ4世）の一人娘シャーロット・オーガスタ・オブ・ウェールズと結婚した際に、レオポルドの侍医となった。

## レオポルドのもとで
シャーロットは結婚の翌年に、男子を死産し、自身も死亡した。もし、彼女が生き永らえていれば、レオポルドはイギリスの王配となったはずであった。その後もシュトックマーは、私的秘書、家政の検査官、政治顧問としてレオポルドに仕えた。
具体的証拠はないものの、広く言われたところでは、シュトックマーの仕事の一つはレオポルドにしかるべき愛人を用意することであったという。1828年には、シュトックマーの従妹であった女優で、驚くほどシャーロットに似ていたカロリーネ・バウアーがレオポルドの愛人となったが、これはどのような意味でも、シュトックマーにとって歓迎できることではなかった。彼女は母親とともにイングランドに連れてこられたが、愛人関係は長続きせず、程なくしてドイツへ戻り、女優業に復帰した。カロリーネの死後、そしてレオポルド1世もシュトックマー男爵も既にこの世にない時点に、彼女の回顧録が出版されたが、その中で彼女は、レオポルドと貴賤結婚の契約を結び「モンゴメリ伯爵夫人 (Countess of Montgomery)」の称号を贈られたと主張していた。そのような結婚の証拠は何もなく、シュトックマーの息子も、そのような事実はなかったと強く否定した。
レオポルドは、一時期ギリシャ国王の候補に挙げられた後、1831年にベルギー国王となった。以降、シュトックマーはコーブルクに住みながら、引き続きレオポルドに助言し続けたが、やがてレオポルドの命により、顧問としてヴィクトリア女王のもとに送られた。シュトックマーの最初の任務の一つは、レオポルドの甥にあたるザクセン＝コーブルク＝ゴータ公子アルバート（後の王配）が結婚相手としてふさわしいか、彼女に問うことであった。ヴィクトリアとアルバートの結婚の後、シュトックマーは非公式な相談役となり、ヴィクトリアの後継者である息子（後のエドワード7世）の教育などに当たったほか、いくつかの危機的状況に介入することになった。
シュトックマーの回顧録は『Memoirs of Baron Stockmar』と題して出版された。

## ドイツ連邦議会大使
1848年、シュトックマーは、ザクセン＝コーブルク＝ゴータ公国からドイツ連邦の連邦議会へ派遣される大使となった。
シュトックマーがイギリス政界で目立つ存在であったことは、アルバートによる（ひいてはドイツによる）イギリス政治への介入と見なされた者への反感を招くことになった。
シュトックマーは、ザクセン王によって男爵を授爵された。シュトックマーは、コーブルクで没した。

## 結婚
シュトックマーは、1832年8月にファニー・ゾマー (Fanny Sommer) と結婚し、夫妻の間には3人の子どもが生まれた。
- Ernst Alfred Christian von Stockmar (1823-1886);
- Marie von Stockmar (1827–1856);
- Carl August von Stockmar (1836-1909).